# 몬스타엑스: 더 드리밍
몬스타엑스 : 더 드리밍(MONSTA X : THE DREAMING)은 한국에서 제작된 성신효 감독의 2021년 다큐멘터리 영화이다.

## 출연
- 셔누
- 민혁 (가수)
- 기현
- 형원
- 주헌
- 아이엠 (가수)

## 같이 보기
- 2021년 대한민국의 영화 목록
- 코로나19 범유행의 영화계 여파